# Flor de papel (álbum)
Flor de papel es el nombre del cuarto álbum de estudio grabado por la cantautora mexicana de rock en español Alejandra Guzmán.
El álbum fue publicado el 2 de abril de 1991 por la empresa discográfica Discos y Cintas Melody (después Fonovisa), y dio continuación al gran éxito de su tercer álbum, Eternamente bella (1990). Este material obtuvo el premio como "Mejor disco del año" otorgado por la reconocida revista ERES, además de su primera nominación a los premio Grammys. De Flor de papel se lanzaron tres sencillos que lograron marcar la carrera de la Guzmán en Latinoamérica y Estados Unidos: "Hacer el amor con otro", "Hey güera"  y "Reina de corazones". Esta producción contiene canciones más "roqueras" a las de sus anteriores trabajos y también definió mayormente la personalidad de la cantante. Flor de papel consiguió en cinco meses la certificación de doble Disco de Platino y un Disco de Oro por más de 600,000 unidades vendidas.

## Lista de canciones
| Lado A |                             |                           |          |  |
| N.º    | Título                      | Escritor(es)              | Duración |  |
| 1.     | «Provocación»               | C. Valle, J.R. Florez     | 3:36     |  |
| 2.     | «Quiero armar un escándalo» | Di Felisatti, J.R. Florez | 3:30     |  |
| 3.     | «Hacer el amor con otro»    | Di Felisatti, J.R. Florez | 4:44     |  |
| 4.     | «Güera»                     | Di Felisatti, J.R. Florez | 4:01     |  |
| 5.     | «La ciudad ardió»           | C. Valle, J.R. Florez     | 3:56     |  |

| Lado B |                          |                                      |          |  |
| N.º    | Título                   | Escritor(es)                         | Duración |  |
| 1.     | «Reina de corazones»     | C. Valle, J.R. Florez                | 3:30     |  |
| 2.     | «Vivir contra corriente» | Di Felisatti, J.R. Florez            | 3:42     |  |
| 3.     | «Rosas rojas»            | C. Valle, J.R. Florez                | 5:02     |  |
| 4.     | «Me cuesta mucho amarte» | Di Felisatti, J.R. Florez            | 4:32     |  |
| 5.     | «Dame un martillo»       | Di Felisatti, M. Blasco, J.R. Florez | 2:50     |  |

## Sencillos
- "Reina de corazones".
- "Hey güera".
- "Rosas rojas".
- "Hacer el amor con otro".
- Provocación
- "La ciudad ardió".
- "Quiero armar un escándalo".

### Video clips
- Reina de corazones.
- Rosas rojas.
- Hacer el amor con otro.
- La ciudad ardió.
- Quiero armar un escándalo.